# Riflesso anale
Il riflesso anale, chiamato anche riflesso perineale o riflesso anocutaneo, è la contrazione riflessiva del muscolo sfintere anale esterno dopo l'accarezzamento della pelle attorno all'ano.
Uno stimolo nocivo o tattile causerà una contrazione dei muscoli dello sfintere anale e anche una flessione. Lo stimolo viene rilevato dai nocicettori del nervo pudendo sulla cute perineale, dove una risposta è integrata dai segmenti sacrali del midollo spinale S2-S4.
L'assenza di questo riflesso indica che c'è un'interruzione dell'arco riflesso o un danno al midollo spinale, che può essere nel ramo afferente sensoriale o nel ramo efferente del motore. La sinapsi tra gli arti afferenti ed efferenti si verifica nei segmenti sacrali più bassi del midollo spinale.